# Ctenus sexmaculatus
Ctenus sexmaculatus là một loài nhện trong họ Ctenidae.
Loài này thuộc chi Ctenus. Ctenus sexmaculatus được Carl Friedrich Roewer miêu tả năm 1961.